# Rudolf Heiss
Rudolf Heiss (* 27. September 1903 in Straubing; † 13. September 2009 in Saarbrücken) war ein deutscher Ingenieur, Pionier der Lebensmitteltechnologie und der Wissenschaft der Lebensmittelverpackung.

## Leben
Heiss war Gründungsdirektor des 1936 entstandenen Reichsinstituts für Lebensmittelfrischhaltung in Karlsruhe, aus dem die heutige Bundesforschungsanstalt für Ernährung und Lebensmittel hervorging. Die Forschungen des Instituts standen im unmittelbaren Zusammenhang mit dem Vierjahresplan des NS-Regimes und den für die Wehrmachtsverpflegung verbundenen Fragen der Konservierung, Lagerhaltung und Verpackung von Lebensmitteln. Das 1942 gegründete Münchener Institut für Lebensmitteltechnologie (Forschungsstelle der Wehrmacht in Verbindung mit der Lebensmittel- und der Verpackungsindustrie), das spätere Institut für Lebensmitteltechnologie und Verpackung, heute Fraunhofer-Institut für Verfahrenstechnik und Verpackung (IVV) in Freising, war bis zum Aufbau eigener Forschungseinrichtungen auf die Kooperation mit den dortigen NS-Gesundheitsinstitutionen und der Münchener Reichskochschule der Wehrmacht angewiesen.
Nach dem Zweiten Weltkrieg wurde das zerbombte Institut wieder aufgebaut. Heiss schuf mit einem industriellen Trägerverein eine neue finanzielle Basis, überführte das Institut später in die Fraunhofer-Gesellschaft und leitete es bis 1975. Als Hochschullehrer an der damaligen TH München bereitete er den Weg für den Einzug der Lehre von Lebensmittel- und Verpackungstechnologien an die deutschen Universitäten. Dabei plädierte er stets für die Kooperation verschiedener natur- und ingenieurwissenschaftlicher Disziplinen. 1960 gründete er die International Association of Packaging Research Institutes (IAPRI).
Heiss publizierte neben zwei Standardwerken der Lebensmitteltechnologie „Haltbarmachen von Lebensmitteln“ und „Lebensmitteltechnologie“ im Jahr 1934 auch „Die Sendung des Ingenieurs im neuen Staat“, welche die völlige Selbstmobilisierung des Ingenieurs für den neuen Staat propagierte.

## Ehrungen
Rudolf Heiss erhielt u. a. den
- Bayerische Verdienstmedaille in Silber
- Bundesverdienstkreuz I. Klasse (1969)
- Joseph-König-Gedenkmünze des Vereins Deutscher Chemiker
- Bayerischer Verdienstorden (1973)
- Presidents Award of the European Packaging Federation
- Ehrendoktor der Universität für Bodenkultur Wien (1975)
- Fellow Institute of Food Technologists (USA 1982)
- Johannes-Hoffmann-Preis (1984)
- Ehrenurkunde der technischen Fakultät der Universität Novi Sad (Jugoslawien)
- Nicolas Appert Award des amerikanischen Institute of Food Technologists 1997 und den
- International European Award for Packaging 2005

Er war Ehrenmitglied
- der Fraunhofer-Gesellschaft
- des Vereins österreichischer Lebensmittel- und Gärungstechnologen
- der Pioneers in Food Science sowie
- Ehrenpräsident der International Association of Packaging Research Institutes
- Altpräsident der Industrievereinigung für Lebensmitteltechnologie und Verpackung (IVLV)